# Medina
Medina (arabiska: ٱلْمَدِيْنَة, al-Madina, IPA: /ælmæˈdiːnæ/, "staden"), officiellt al-Madina al-Munawwara (ٱلْمَدِيْنَة ٱلْمُنَوَّرَة, IPA: /ælmæˈdiːnæ al muˈnɑwːɑrɑ/, "Den upplysta staden"), är residensstad i provinsen Medina i Saudiarabien. Folkmängden uppgick år 2014 till cirka 1,3 miljoner invånare.
Medina har störst betydelse som en av islams viktigaste vallfärdsorter och är den muslimska världens heligaste stad näst efter Mecka. Staden hette tidigare Yathrib och är även kallad Profetens stad (Madīnat an-Nabī). Den var från 622, då Muhammed utvandrade dit från Mecka, till 656, då kalifen Ali flyttade till Kufa, islamväldets huvudstad.
I Medina finns den näst efter Kaba i Mecka viktigaste helgedomen i den islamiska världen Masjid an-Nabawi, Profetens moské, som innehåller Muhammeds, hans dotter Fatimas och de två första kaliferna Abu Bakrs och Umar ibn al-Khattabs gravar. Vid sidan av dessa står även en tom sarkofag avsedd för Jesus då han vid tidens slut återkommer.
Kungariket Hijaz med de heliga städerna Mecka och Medina erövrades från hashimiterna av Ibn Saud 1924–1925 och införlivades med kungariket Saudiarabien när detta bildades 1932.
Att besöka Medinas centrala delar med Muhammeds moské var tidigare förbjudet för icke-muslimer,  men nu (2024) är det bara moskén som inte får besökas.